# Crédit agricole Italia
Crédit agricole Italia, anciennement Crédit agricole Cariparma (ex Cassa di Risparmio di Parma e Piacenza), plus connu sous le nom Cariparma, est une banque de détail italienne fondée en 1860 à Parme. La société est présente dans 5 régions du nord (La Lombardie, Le Piémont, L'Emilie Romagne et la Toscane) et dans Le Lazio et La Campanie.
Elle forme avec Banca Popolare FriulAdria (présent en Friuli-Venezia Giulia et Veneto) et Cassa di Risparmio della Spezia (présent en Liguria et en province de Massa Carrara) l'un des groupes les plus importants du pays avec 809 succursales. Elle est contrôlée depuis 2007 par le Crédit agricole.

## Historique
En septembre 2017, Crédit agricole acquiert pour 130 millions d'euros 3 banques locales italiennes, Banca Carim, Cassa di Risparmio di Cesena et Carismi, dans le but de renforcer sa filiale italienne Cariparma, en augmentant sa taille d'environ 20 %.
En novembre 2020, Crédit agricole Italia annonce l'acquisition de Credito Valtellinese pour 737 millions d'euros, lui permettant d'avoir une part de marché de 5 % en Italie, avant de monter cette offre à 855 millions d'euros.
En juin 2021 Credit Agricole Italia, qui détient 82,3% de Credit Agricole Friuladria, va lancer une offre publique d'achat volontaire sur les 17,2% du capital qu'elle ne possède pas encore. La filiale transalpine du Credit Agricole offre jusqu'à un maximum de 40 euros par action, avec une composante immédiate égale à 35 euros par titre, qui sera payée à la date de règlement, et une composante différée égale à 5 euros par action, payée après trois ans. Credit Agricole Italia investira un montant total maximum de 166 millions d'euros pour reprendre la totalité de CA Friuladria.

## Sponsoring sportif
La banque est le sponsor principal de l'équipe d'Italie de rugby à XV depuis 2007.